# Zgromadzenie Żeńskie z Diuny
Zgromadzenie Żeńskie z Diuny – powieść fantastycznonaukowa z 2012 roku osadzona w Uniwersum Diuny, napisana przez Briana Herberta i Kevina J. Andersona. Akcja książki toczy się kilka tysięcy lat przed wydarzeniami opisanymi przez Franka Herberta w oryginalnych Kronikach Diuny. Jest to kontynuacja akcji opisanej w serii Legendy Diuny.

## Fabuła
Akcja powieści rozpoczyna się 80 lat po bitwie pod Corrinem, w której ludzie ostatecznie zwyciężyli z myślącymi maszynami pod wodzą Omniusa.
W książce przedstawiono rozwój zgromadzenia żeńskiego Bene Gesserit, mentatów, Gildii Kosmicznej oraz Akademii Suk.
Bohater wojny z myślącymi maszynami, Vorian Atryda, od kilkudziesięciu lat mieszka na planecie Kepler. Wraz ze swoją drugą małżonką doczekał się wielu dzieci wnuków i prawnuków. Prowadzi spokojne życie z dala od polityki. Pewnego dnia jego wioska zostaje zaatakowana przez handlarzy niewolników, którzy uprowadzają większość członków rodziny. Vorian podąża na Harmontepa, aby uwolnić swoich bliskich, co rozpoczyna jego zmagania ze zniesieniem niewolnictwa w Imperium.
Na czele zgromadzenia żeńskiego stoi Raquella Berto-Anirula, wnuczka Voriana Atrydy, która pod wpływem trucizny przeszła niezwykłą przemianę wiele lat wcześniej – mogła kontrolować swoje ciało na poziomie komórkowym, a także uzyskała pamięć swoich przodków w linii żeńskiej. Pomimo podjęcia wielu prób nadal pozostaje jedyną kobietą, która posiada te niesamowite zdolności.
Dyrektorem strategicznego przewoźnika międzyplanetarnego VenKee Enterprises jest Joseph Venport, prawnuk Aureliusza Venporta i Normy Cenvy. Jest przekonany, że cała przyprawa na planecie Arrakis należy do jego firmy. Bezwzględnie walczy o interesy i sprzeciwia się niszczeniu pozostałości po myślących maszynach, które mogą służyć do budowy nowych transportowców pozaprzestrzennych.
Cesarstwem nadal rządzi ród Corrinów w osobie imperatora Salvadora. Jego brat Roderick jest cesarskim doradcą, a młodsza siostra Anna sprawia problemy obyczajowe więc zostaje wysłana do Zgromadzenia Żeńskiego na Rossaku.
Na skutej lodem planecie Lankiveil rodzeństwo Griffin i Valya Harkonnenowie podejmują walkę o odzyskanie władzy i wpływów swojego rodu w radzie. Valya dostaje się do Zgromadzenia Żeńskiego, gdzie szybko zyskuje zaufanie Matki Wielebnej i jest dopuszczona do największej tajemnicy – planu hodowlanego przechowywanego w pamięci maszyn. Niebawem Valia zostaje wyznaczona do zaprzyjaźnienia się ze swoją rówieśniczką – Anną Corrino.